# Deinypena fulvida
Deinypena fulvida là một loài bướm đêm trong họ Noctuidae.